# 勧修寺経雄
勧修寺 経雄（かじゅうじ つねお、1882年（明治15年）4月13日 - 1936年（昭和11年）11月1日）は、明治末から昭和前期の教育者、政治家、華族。貴族院伯爵議員。

## 経歴
東京府出身。伯爵・勧修寺顕允の長男として生まれる。父・顕允の死去に伴い、1900年（明治33年）10月4日、家督を相続し伯爵を襲爵（しゅうしゃく）した。
1908年（明治41年）東京高等農学校を卒業。1910年（明治43年）以降、殿掌、掌典、陵墓監、同志社女子専門学校講師、京都府立第一高等女学校（現・京都府立鴨沂高等学校）講師などを務めた。
1919年（大正8年）6月14日、補欠選挙で貴族院伯爵議員に選出され、研究会に属して1925年（大正14年）7月9日まで在任した。

## 親族
- 弟：勧修寺信忍（陸軍中尉、のち勧修寺家を継承）[1]